# Platero y Tú
Platero y Tú fue un grupo vasco de rock formado en diciembre de 1989 y disuelto en 2002. Tiene influencias de grupos como Leño, Rory Gallagher, AC/DC o Status Quo, y guitarristas como John Fogerty de Creedence Clearwater Revival, alejándose del rock radical vasco que triunfaba en el momento de la creación de la banda. Sus canciones hablan de bares, drogas y amores. Debe su nombre a la famosa obra de Juan Ramón Jiménez: Platero y yo.

## Componentes
- Fito Cabrales, Fito: vocalista y guitarra.
- Iñaki Antón, Uoho: guitarra.
- Juantxu Olano, Mongol: bajo.
- Jesús García, Maguila: batería.

## Historia

### Los inicios
Platero y Tú se formó en Bilbao a finales de la década de 1980. Juantxu y Uoho empezaron tocando en un grupo llamado Ke ("humo" en euskera) con el que se grabó una maqueta de cuatro temas. Tras la disolución de ésta, empezaron a ensayar juntos y Jesús García Castilla se unió más tarde a los ensayos como batería. Un día Juantxu invitó a Fito en diciembre de 1989, vecino suyo, al local para ver uno de los ensayos, estuvieron tocando canciones de Leño y Rory Gallagher y finalmente acabó entrando a formar parte del grupo como voz y guitarra. El primer concierto de la banda fue como grupo invitado de un concurso de rock en Plencia (Vizcaya) el 17 de febrero de 1990.
Con el dinero de sus primeras actuaciones graban en los estudios Arion de Pamplona su primera maqueta en julio de 1990, y tomaron el nombre de Platero y Tú que más tarde sería el definitivo. La maqueta, a la que llamaron Burrock'n roll, se editó ese mismo año con muy pocas copias y ahora es una verdadera pieza de coleccionista (2 000 copias), hasta el punto de que ni siquiera todos los miembros de la banda tienen copia.

### Primeros discos
En 1991 la productora barcelonesa Welcome Records se pone en contacto con ellos para grabar su primer disco, Voy a acabar borracho, en los estudios Lin, aunque la promoción del disco no fue lo bastante buena y apenas fueron conocidos fuera de Bilbao. Aun así les valió para que les conocieran unos cazatalentos de la multinacional DRO, que reeditó Burrock`n Roll en 1992 como su segundo álbum, reconfigurando la lista de canciones y mejorando la producción.
Ese mismo año, entre febrero y marzo de 1992 grabaron su tercer disco, Muy deficiente, con algunos de los temas que se harían clásicos en los conciertos de la banda, como "El roce de tu cuerpo". Además cuentan con la colaboración de Rosendo en el tema «Sin solución». Con este disco hacen una gira que ronda el centenar de conciertos.

### Reconocimiento nacional
Su cuarto disco, Vamos tirando fue grabado en los estudios Box y ve la luz en 1993, y que les dio proyección a nivel nacional. Este disco cuenta con una versión del grupo Hertzainak, «R&R Batzokian», así como un tema grabado en directo, «Mírame». Este disco supuso un punto de inflexión en la banda, apareciendo la producción, y notándose un mayor acabado en la grabación y composición de los temas, cuestión que les valió aplausos y críticas a partes iguales.[cita requerida] También ese año se editó En directo a todo gas un disco en vivo junto con otras dos bandas, Zer Bizio? y Sedientos.
Aún a disco por año, en 1994 graban el quinto, Hay poco rock & roll, de nuevo con DRO en los estudios Box, donde colaboran Robe y Evaristo en la canción «Juliette». Con Hay poco rock & roll consiguen su primer disco de oro en España al superar las 50 000 copias vendidas, y a la postre acabaría alcanzando el disco de platino. El reconocimiento de la banda se nota al pasar de tocar en salas pequeñas para hacerlo en algunas de mayor aforo. En este álbum es claro el recrudecimiento del sonido, seguramente influenciados por las críticas[¿según quién?] que les acusaban de «refinarse» en su anterior trabajo, volviendo aquí al sonido más directo de su primera época.[cita requerida]
Los años 1995 y 1996 los pasan de gira dando conciertos y grabando su sexto álbum, esta vez en vivo, al que llamaron A pelo, un éxito de ventas con el que consiguieron otro disco de oro, y con el que se editó un VHS con imágenes de los conciertos.  A partir del verano de 1996 comenzó la gira conjunta con Extremoduro en la que se alternaban en el escenario, tocaban juntos, y unos y otros versionaban canciones de ambos grupos, y que sirvió como presentación del disco. Entre otras actuaciones, estuvieron en la primera edición del festival Viñarock, en Villarrobledo (Albacete), y terminaron la gira en el Palacio de los Deportes de Madrid con dos actuaciones. El éxito de la banda llevó a la productora a remasterizar de nuevo su primer álbum para darle un lavado de cara, y se les puede considerar ya una banda consolidada a nivel nacional. También sacan el CD promocional: "Cantalojas" con cuatro temas grabados en directo el 2 de octubre de 1996 en la sala Sol de Madrid con la colaboración de Cadena 100.

### Asentados en la cima
Con su séptimo disco, 7 (1997) se nota un cambio profundo en las canciones de Platero, ahora más maduras tanto musicalmente como en sus letras, y alejándose un poco del rock de los inicios, lo que fue criticado por algunos de sus seguidores. Vuelve a participar Robe, esta vez en el tema "Si miro a las nubes", y de nuevo consiguen el disco de oro. 7 marca un punto de inflexión en la historia del grupo y sus componentes se embarcan en otros proyectos: Fito graba su primer disco con Fito & Fitipaldis en diciembre y Uoho empieza a involucrarse más activamente con Extremoduro. Durante la gira del álbum 7 en 1998, Iñaki dedicó tiempo entre junio y septiembre a grabar el álbum Canciones prohibidas de Extremoduro. Al término de acabar esta grabación, el grupo viajó a Cuba para actuar en La Habana aunque hubo que cancelar algunas de las actuaciones debido al huracán Mitch.
En 2000 graban su octavo y último disco, Correos, grabado en La Casa de Iñaki, y de nuevo con la colaboración de Robe en «Humo de mis pies». Al igual que en los últimos consiguen el disco de oro y esta vez la promoción del disco llegó a la televisión. Durante la gira se publicó el álbum Poesía básica bajo el nombre de Extrechinato y Tú, proyecto que Fito y Uoho habían ideado junto a Robe y Manolo Chinato cinco años antes de su lanzamiento. En agosto de 2001, dan uno de sus últimos conciertos como Platero y Tú en fiestas de Bilbao con Marea de teloneros. Se calcula que esa noche estuvieron en la Plaza del Gas cerca de 13 000 personas. Su último concierto fue en Madrid el sábado 27 de octubre de 2001 en la sala La Riviera de Madrid, donde terminaron la gira '01.

### El final de Platero
Ya en 2002 Fito ofreció una entrevista ante la prensa en la que confirmó que abandonaba Platero y Tú, y como consecuencia, se disolvió la banda.
Como banda, desde entonces, solamente han editado un par de recopilatorios: Hay mucho rock'n roll Volumen I (2002) y Volumen II (2005), incluyendo canciones regrabadas y remasterizadas por el grupo. Varios años después, en (2016) saldría un nuevo recopilatorio bajo el nombre de Colección Definitiva: 25 Años, este ya sin contar con el beneplácito del grupo y sin aportar nada nuevo a lo ya publicado. 

### Los Platero por separado
A partir de entonces Fito continúa grabando como Fito & Fitipaldis, Uoho pasa a formar parte de Extremoduro definitivamente, alternándolo con su labor como productor de muchos otros grupos, mientras que Mongol y Maguila forman La Gripe, grupo que ha editado tres compactos. En 2002 editan el primer volumen del recopilatorio Hay mucho Rock'n roll y en 2005 cierran con el segundo volumen. En 2007, Uoho se embarca en un nuevo proyecto: Inconscientes, grupo con el que ha interpretado algunos temas de Platero y Tú en directo, contando con la colaboración de Juantxu en alguna ocasión. El 21 de junio de 2022, la banda Fito & Fitipaldis rindió homenaje al grupo, durante un concierto en el Estadio de San Mamés emitido por televisión en La 2, donde interpretó junto a Uoho los temas de «El roce de tu cuerpo» y «Hay poco rock 'n roll». Ese mismo año, Uoho grabó reinterpretaciones de varios temas de la banda en sus álbumes como vocalista principal de Interpretaciones - Acto 1 e Interpretaciones - Acto 2.

## Discografía
- 1990: Burrock'n roll, MC, Arion. Reeditado en LP y CD por DRO en 1992.
- 1991: Voy a acabar borracho, LP, Welcome Records. Reeditado en CD por DRO en 1996.
- 1992: Muy deficiente, LP y CD, DRO.
- 1993: Vamos tirando, LP y CD, DRO.
- 1994: Hay poco rock & roll, CD, MC y LP, DRO.
- 1996: A pelo, en vivo, 2 CD y MC, DRO. Edición 1 CD en 1997.
- 1997: 7, CD, LP y MC, DRO.
- 2000: Correos, CD, DRO.
- 2002: Hay mucho rock'n roll Volumen I, CD, DRO.
- 2005: Hay mucho rock'n roll Volumen II, CD, DRO.
- 2016: Colección Definitiva: 25 Años, 2 CD, DRO.